# کی‌بی‌آر

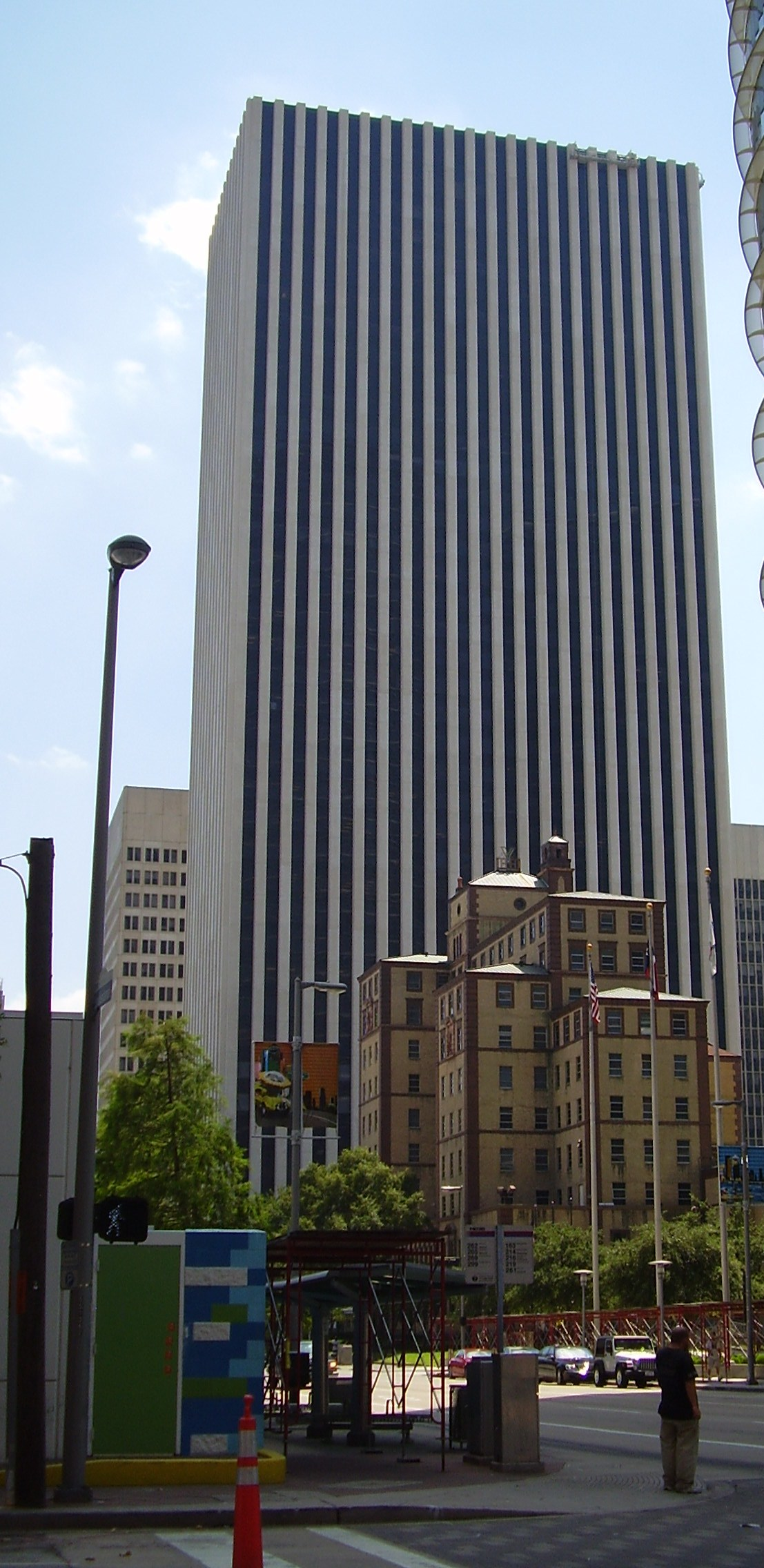
ساختمان مرکزی کی بی آر، در دان‌تاون هیوستون

کی‌بی‌آر (به انگلیسی: KBR) خلاصه شده کیلوگ براون اند روت (به انگلیسی: Kellogg Brown & Root) شرکت مهندسی آمریکایی است، که در زمینه اجرای پروژه‌های ساخت‌وساز، توسعه املاک و مستغلات، احداث پالایشگاه نفت و کارخانجات شیمیایی، توسعه میادین نفتی، اجرای زیرساخت‌های شهری، همچنین ارائه خدمات مهندسی، خدمات پشتیبانی و نیز ارائه نیروهای مسلح خصوصی، فعالیت می‌نماید.
ریشه‌های تأسیس این شرکت، به سال ۱۹۰۹ بازمی‌گردد که موریس وودراف کیلوگ، اقدام به راه‌اندازی شرکت ام. دبلیو. کیلوگ، در جرزی سیتی، نیوجرسی نمود. شاخه دیگر این شرکت، کمپانی براون اند روت می‌باشد، که در سال ۱۹۱۹ توسط ادوارد براون و دنیل روت، در آستین، تگزاس تأسیس شد.
در سال ۱۹۶۲ براون اند روت توسط شرکت هالیبرتون خریداری شد. هالیبرتون در ۱۹۹۸ ام. دبلیو. کیلوگ و شرکت بریتانیایی درسر اینداستریز را نیز تصاحب کرد و در نهایت هر سه شرکت را با بخش ساخت‌وساز خود، ادغام نمود، که در پی آن شرکت کیلوگ براون اند روت، به‌اختصار کی بی آر به‌عنوان یک شرکت تابعه از هالیبرتون تشکیل شد.
کی‌بی‌آر در سال ۲۰۰۷ از هالیبرتون تفکیک شد و هم‌اکنون دفتر مرکزی آن، در هیوستون، تگزاس قرار دارد. دفاتر عملیاتی کی‌بی‌آر نیز در شهرهای آرلینگتون، ویرجینیا و برمینگم، آلاباما مستقر می‌باشند. سهام این شرکت در بازار بورس نیویورک معامله می‌شود. شرکت کی بی آر و شرکت‌های تشکیل دهنده آن، در طول جنگ جهانی دوم، جنگ ویتنام و جنگ عراق، به‌عنوان شرکت‌های تابعه هالیبرتون، قراردادهای زیادی را برای وزارت دفاع ایالات متحده آمریکا، انجام داده‌اند.